# Erwin Ratz
Erwin Ratz (ur. 22 grudnia 1898 w Grazu, zm. 13 grudnia 1973 w Wiedniu) – austriacki muzykolog.

## Życiorys
W latach 1918–1922 studiował muzykologię u Guido Adlera na Uniwersytecie Wiedeńskim, następnie uczył się prywatnie kompozycji pod kierunkiem Arnolda Schönberga i Antona Weberna. W latach 1918–1921 działał w Verein für musikalische Privataufführungen. Od 1921 do 1922 roku pełnił funkcję sekretarza w uczelni artystycznej Bauhausu Hochschule für Gestaltung w Weimarze. Od 1945 roku wykładał przedmioty teoretyczne w Konserwatorium Wiedeńskim. W latach 1953–1967 kierował austriacką sekcją Międzynarodowego Towarzystwa Muzyki Współczesnej.
Jako muzykolog zajmował się analizą muzyczną. Od 1955 roku przewodniczył Internationale Gustav-Mahler-Gesellschaft, zgromadził archiwalia związane z Mahlerem i zajął się źródłowo-krytycznym opracowaniem jego spuścizny oraz wydaniem jego dzieł. Wydał także w opracowaniu krytycznym utwory J.S. Bacha, Ludwiga van Beethovena i Franza Schuberta.

## Ważniejsze prace
(na podstawie materiałów źródłowych)
- Erkenntnis und Erlebnis des musikalischen Kunstwerks (Wiedeń 1950)
- Einführung in die musikalische Formenlehre: Über Formprinzipien in den Inventionen und Fugen J.S. Bachs und ihre Bedeutung fur die Kompositionstechnik Beethovens (Wiedeń 1951; 3. wyd. 1973)
- Die Originalfassung des Streichquartettes op. 130 von Beethoven (Wiedeń 1952)
- Zur Chronologic der Klaviersonaten Franz Schuberts (Wiedeń 1955)
- Gustav Mahler (Berlin 1957)